# Štichov
Štichov (německy Stich) je obec v okrese Plzeň-jih v Plzeňském kraji. Žije v ní 85 obyvatel. Podél jihovýchodního okraje vesnice protéká potok Chuchla.

## Historie
První písemná zmínka o vesnici pochází z roku 1379.

## Obyvatelstvo
| Rok            | 1869 | 1880 | 1890 | 1900 | 1910 | 1921 | 1930 | 1950 | 1961 | 1970 | 1980 | 1991 | 2001 | 2011 | 2021 |
| -------------- | ---- | ---- | ---- | ---- | ---- | ---- | ---- | ---- | ---- | ---- | ---- | ---- | ---- | ---- | ---- |
| Počet obyvatel | 191  | 227  | 235  | 219  | 245  | 260  | 261  | 182  | 161  | 133  | 98   | 96   | 87   | 71   | 92   |
| Počet domů     | 39   | 40   | 40   | 43   | 44   | 44   | 51   | 52   | 39   | 37   | 32   | 34   | 34   | 38   | 39   |

## Obecní správa
Mezi lety 1869–1960 Štichov byl obcí v okrese Horšovský Týn (1869–1930) (v letech 1869–1910 Horšův Týn) a později v okrese Stod. V letech 1960–1984 patřily jako část obce ke Kvíčovicím. Od 1. července 1984 do 23. listopadu 1990 patřily jako část města k Holýšovu a od 24. listopadu 1990 jsou opět samostatnou obcí v okrese Domažlice. Do konce roku 2020 spadal Štichov do okresu Domažlice, od začátku roku 2021 je součástí okresu Plzeň-jih.

### Obecní symboly
Znak a vlajka byly obci uděleny rozhodnutím předsedkyně Poslanecké sněmovny Parlamentu České republiky dne 13. května 2022.

## Další fotografie

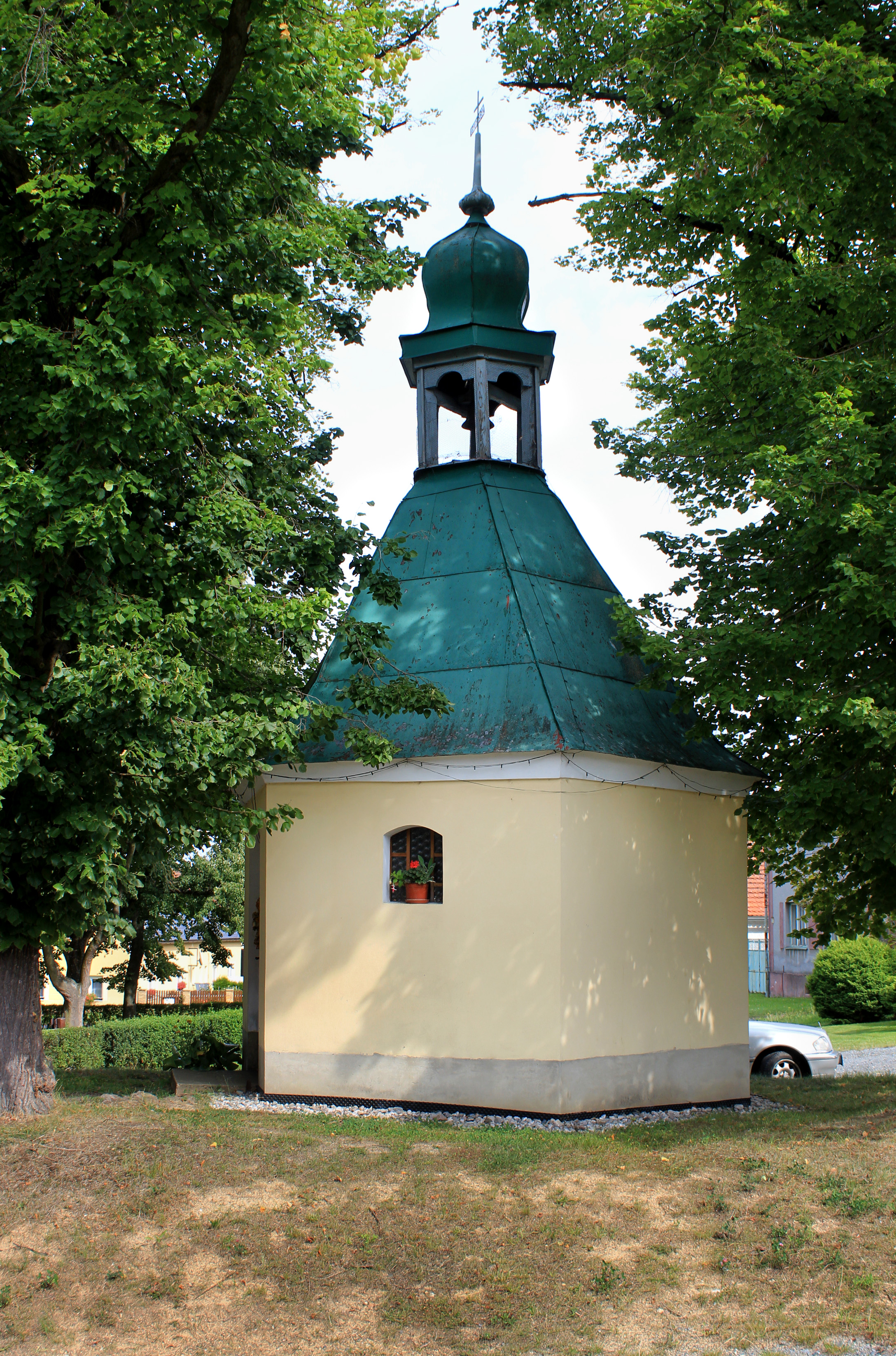
Kaple na návsi
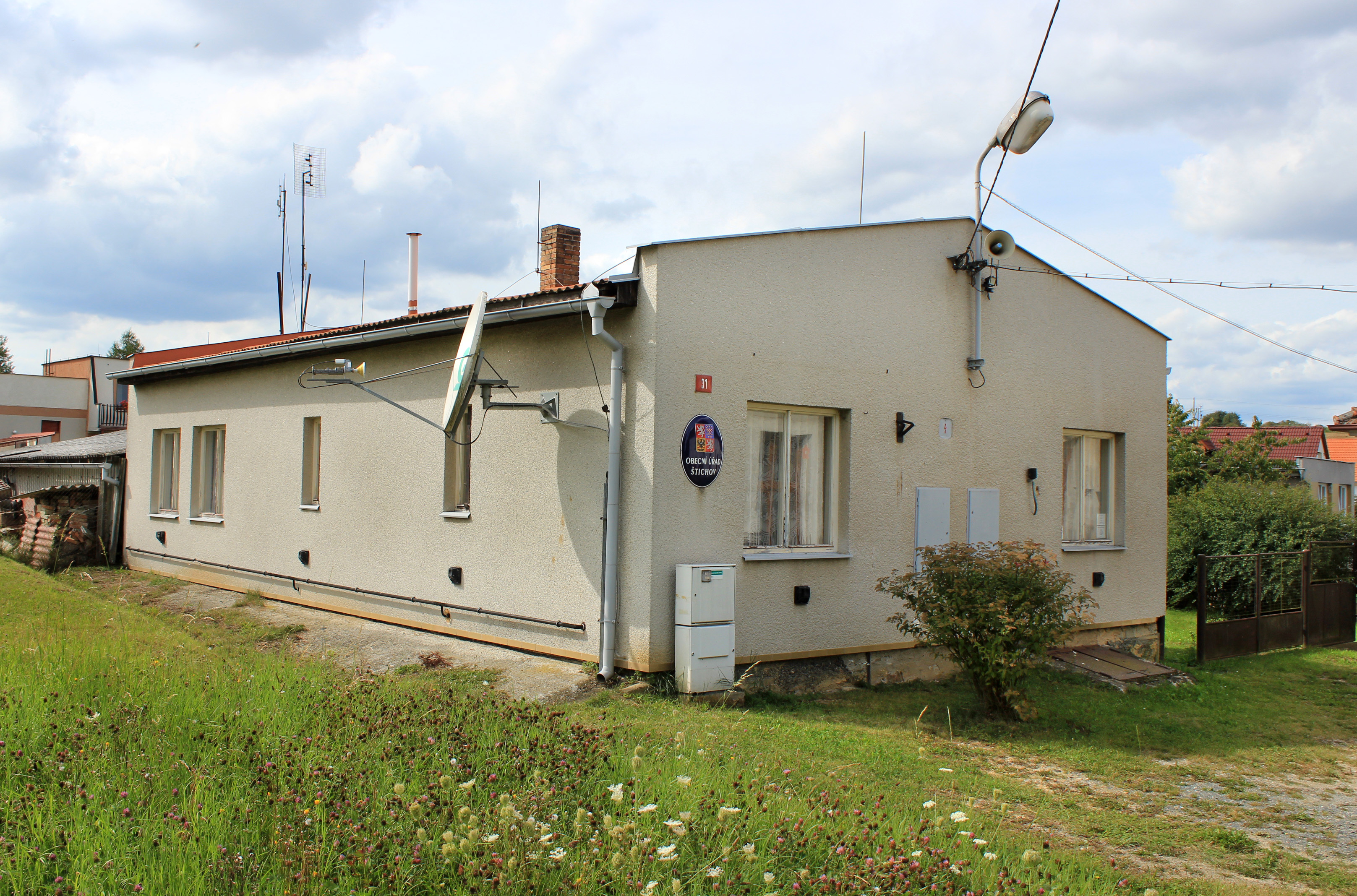
Obecní úřad
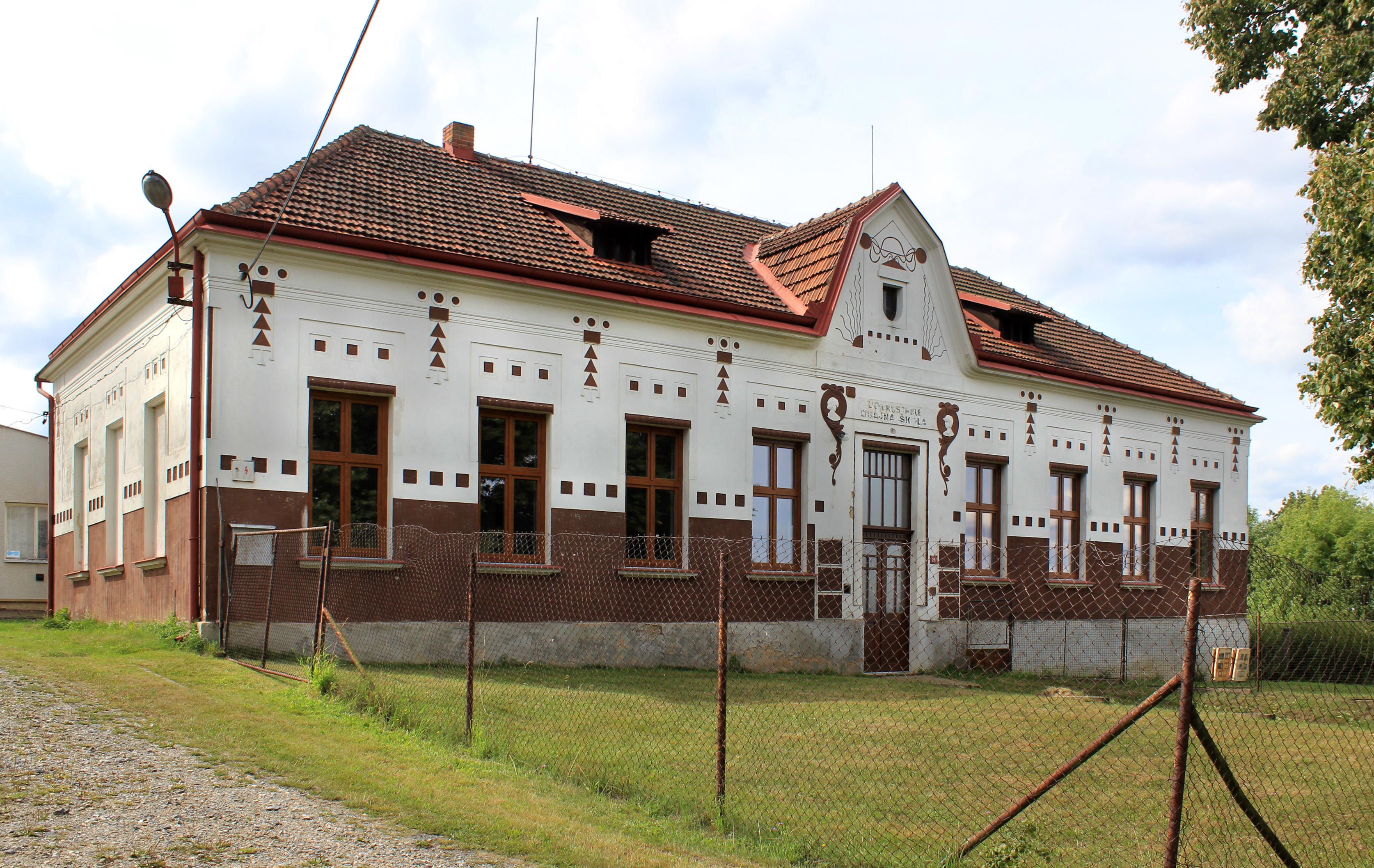
Bývalá škola